# Song Ju-hun
Đây là một tên người Triều Tiên, họ là Song.
Song Ju-hun (sinh ngày 13 tháng 1 năm 1994)  là một cầu thủ bóng đá người Hàn Quốc hiện tại thi đấu cho Albirex Niigata ở J1 League. Anh cũng là cầu thủ xuất phát cho đội tuyển Hàn Quốc ở Giải vô địch bóng đá U-20 thế giới 2013.

## Thống kê sự nghiệp câu lạc bộ
Cập nhật đến ngày 23 tháng 2 năm 2017.
| 2014 | Albirex Niigata | J1 League | 2  | 0 | 1 | 0 | 3 | 0 | 6  | 0 |
| 2015 | Albirex Niigata | J1 League | 0  | 0 | 0 | 0 | 0 | 0 | 0  | 0 |
| 2015 | Mito HollyHock  | J2 League | 8  | 0 | 2 | 0 | – | – | 10 | 0 |
| 2016 | Mito HollyHock  | J2 League | 19 | 1 | 0 | 0 | – | – | 19 | 1 |
| Tổng | Tổng            | Tổng      | 29 | 1 | 3 | 0 | 3 | 0 | 35 | 1 |

## Thống kê Giải vô địch bóng đá U-20 thế giới
| Thành tích câu lạc bộ | Thành tích câu lạc bộ | Thành tích câu lạc bộ                   | Giải đấu | Giải đấu  |          |
| Mùa giải              | Câu lạc bộ            | Giải vô địch                            | Số trận  | Bàn thắng |          |
| Giải đấu              | Giải đấu              | Giải đấu                                | Giải đấu | Giải đấu  | Giải đấu |
| --------------------- | --------------------- | --------------------------------------- | -------- | --------- | -------- |
| 2013                  | Hàn Quốc              | Giải vô địch bóng đá U-20 thế giới 2013 | 5        | 1         |          |
| Tổng                  | Tổng                  | Tổng                                    | 5        | 1         |          |